# Spalam się (singel)
Spalam się – singel promocyjny formacji Kaenżet, który zawiera jedynie tytułowy utwór w koncertowej wersji z albumu Występ. Single Spalam się oraz I Am on the Top nie zostały ostatecznie wydane w komercyjnej wersji, jak to wcześniej planowano, ale za to były promowane wideoklipami.